# Xanxanımlı
Xanxanımlı är en ort i Azerbajdzjan.   Den ligger i distriktet Bərdə Rayonu, i den centrala delen av landet, 230 km väster om huvudstaden Baku. Xanxanımlı ligger 66 meter över havet och antalet invånare är 359.
Terrängen runt Xanxanımlı är platt, och sluttar brant österut. Närmaste större samhälle är Barda, 10,7 km norr om Xanxanımlı.
Trakten runt Xanxanımlı består till största delen av jordbruksmark. Runt Xanxanımlı är det ganska tätbefolkat, med 129 invånare per kvadratkilometer.